# Flughafen Lugano

i7
i11
i13
Der Flughafen Lugano (auch Flughafen Lugano-Agno, IATA-Code: LUG, ICAO-Code: LSZA) ist ein Schweizer Regionalflughafen im Tessin. Namensgeber ist die Gemeinde Agno, ein Ort nahe der Stadt Lugano. Der Flugplatzbetreiber Lugano Airport SA musste aufgrund der COVID-19-Pandemie im April 2020 Insolvenz anmelden. Im Juni 2020 nahm der Flugplatz den Betrieb wieder auf, nun ist die Stadt Lugano selbst der Flughafenbetreiber.

## Lage und Verkehrsanbindung

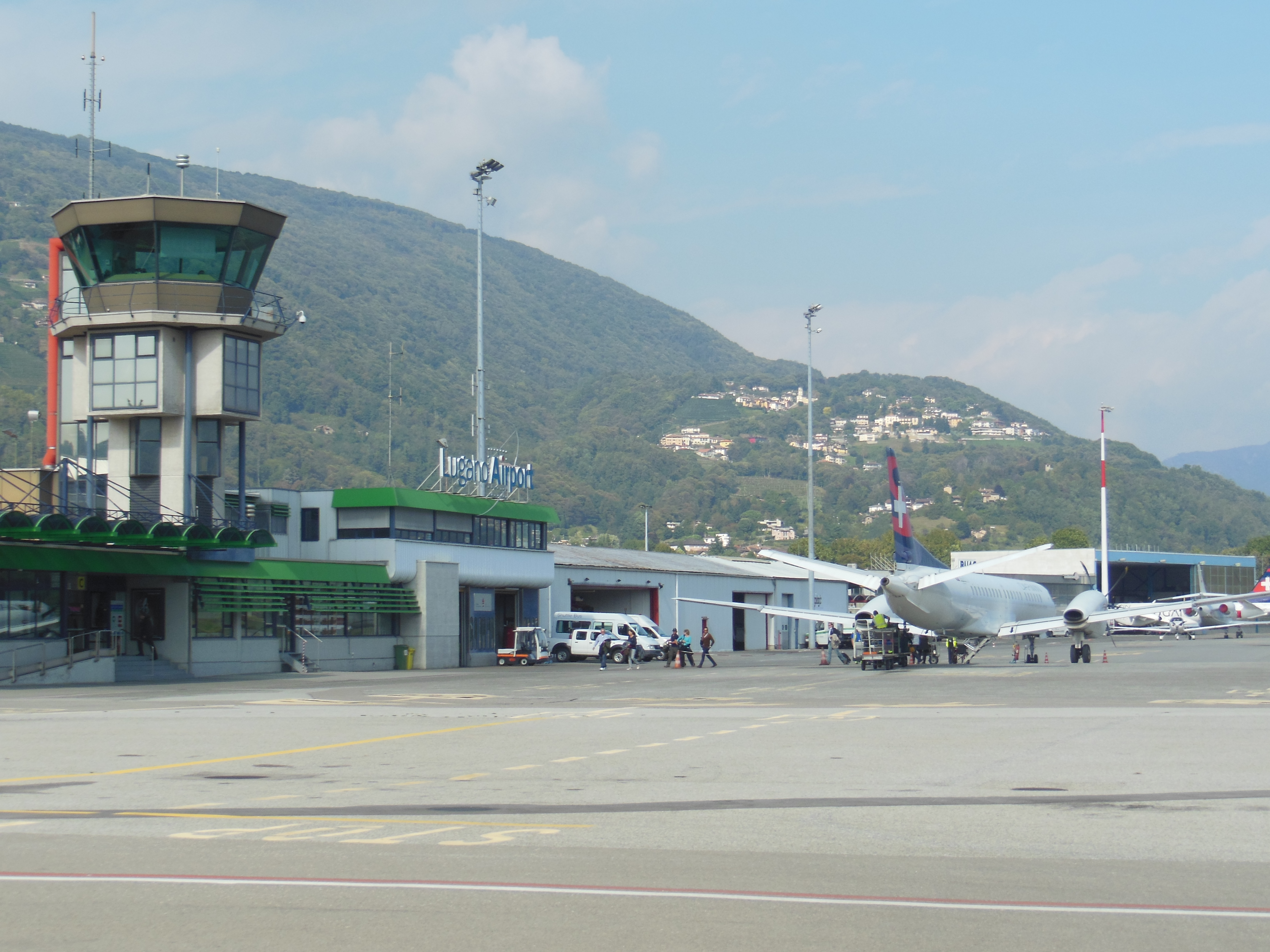
Vorfeld und Tower des Flugplatzes

Die Anlagen des Flugplatzes (insbesondere die Piste) liegen auf den Territorien von drei Gemeinden: Agno, Bioggio und Muzzano.
Der Bahnhof Agno der FLP (Lugano-Ponte-Tresa-Bahn) liegt 10 Gehminuten vom Terminal entfernt. Somit ist Lugano über die Linie S60 in das Netz der S-Bahn Tessin integriert. Die Fahrt zum Bahnhof Lugano FLP in der Innenstadt von Lugano dauert 16 Minuten.

## Fluggesellschaften und Ziele
Von 2014 bis 2018 bediente Swiss täglich viermal von Lugano aus den Flughafen Zürich mit De Havilland DHC-8-400 der Austrian Airlines. Von Oktober 2018 bis September 2019 wurde diese Verbindung von Adria Airways mit einer Saab 2000 im Auftrag von Swiss durchgeführt.
Darwin Airline flog unter der Marke Etihad Regional bis Ende November 2017 von Genf nach Lugano. Seit dem Grounding der Darwin Airline Ende 2017 steckte der Flugplatz Lugano in finanziellen Schwierigkeiten.
Adria Airways stellte den Betrieb aufgrund von Zahlungsunfähigkeit Ende September 2019 ein.
Der einzige Linienflug von Lugano wird von Silver Air durchgeführt, die saisonal mit einer Let L-410 nach Elba fliegt.

## Ausstattung
Die Start- und Landebahn hat seit dem Ausbau im August 2014 eine Länge von 1415 Metern, davor waren es 1350 m.

## Flugzeug-Tragödie
Zur Einweihung des Flugplatzes Bioggio, später Flugplatz Lugano-Agno, vom Luftwaffenstützpunkt Dübendorf 27. August 1938 starteten 5 Fokker CV-E der Luftwaffenkompanie 10 unter dem Kommando von Hauptmann Decio Bacilieri. Die schlechte Sicht über die Alpen wurde zu einer Tragödie und kostete 7 der 10 Geschwaderangehörigen das Leben, einschliesslich ihres Kommandanten, der wenige Tage später im Spital Einsiedeln starb. Im September 1939 komponierte der Tessiner Musiker Waldes Keller zum Gedenken an die Tragödie das berühmte Volkslied Vorrei volar laggiù, besser bekannt als La canzone dell’aviatore.